# Koweït aux Jeux olympiques d'été de 2012
Le Koweït participe aux Jeux olympiques d'été de 2012 à Londres. Il s'agit de sa 12e participation aux Jeux d'été.
Le comité olympique du Koweït est suspendu entre janvier 2010 et juillet 2012 (en raison d'interférences du gouvernement restreignant l'indépendance du comité).
Le 16 juillet, le Comité international olympique annonça que, à la suite d'un décret de l'émir du Koweït Sabah IV appliquant les exigences du C.I.O., les athlètes koweïtiens seraient autorisés à prendre part aux Jeux avec leur drapeau et hymne nationaux.
Onze athlètes koweïtiens se sont qualifiés pour ces Jeux.

## Médaillés
| Médaille | Nom               | Sport | Compétition | Date   |
| -------- | ----------------- | ----- | ----------- | ------ |
| Bronze   | Fehaid Al-Deehani | Tir   | Trap hommes | 6 août |

## Tennis de table
Hommes
| Athlète          | Compétition | Tour préliminaire | 1er tour         | 2e tour          | 3e tour          | 4e tour          | Quarts de finale | Demi-finales     | Finale           | Finale |
| Athlète          | Compétition | Adversaire Score  | Adversaire Score | Adversaire Score | Adversaire Score | Adversaire Score | Adversaire Score | Adversaire Score | Adversaire Score | Rang   |
| ---------------- | ----------- | ----------------- | ---------------- | ---------------- | ---------------- | ---------------- | ---------------- | ---------------- | ---------------- | ------ |
| Ibrahem Al-Hasan | Simple      |                   |                  |                  |                  |                  |                  |                  |                  |        |

## Tir

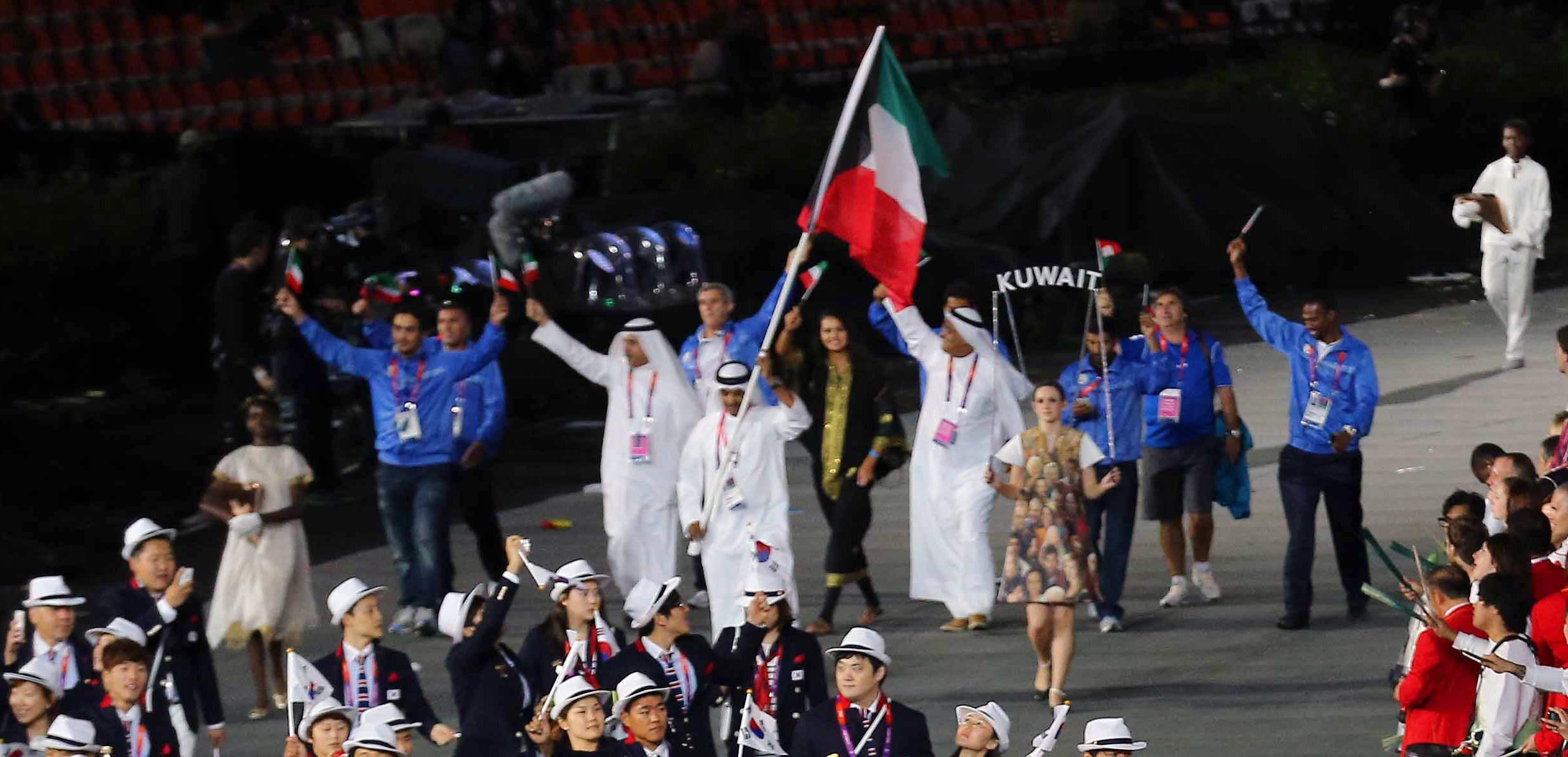

Hommes
| Athlète             | Compétition | Qualification | Qualification | Finale | Finale |
| Athlète             | Compétition | Points        | Rang          | Points | Rang   |
| ------------------- | ----------- | ------------- | ------------- | ------ | ------ |
| Fuhaid Al-Daihani   | Trap        |               |               |        |        |
| Abdullah al-Rashidi | Skeet       |               |               |        |        |
| Talal Al-Rashidi    | Double trap |               |               |        |        |

Femmes
| Athlète        | Compétition                  | Qualification | Qualification | Finale | Finale |
| Athlète        | Compétition                  | Points        | Rang          | Points | Rang   |
| -------------- | ---------------------------- | ------------- | ------------- | ------ | ------ |
| Maryam Erzouqi | Carabine à 10 m air comprimé |               |               |        |        |